# Albino Santos de Lima
Albino Santos de Lima é um ex-agente penitenciário brasileiro conhecido como o serial killer de Alagoas. Ele foi, entre 2019 e 2024, o responsável por uma onda de assassinatos em série em Maceió, Alagoas, fazendo 18 vítimas fatais. Outras seis conseguiram escapar com vida. 
Considerado o maior assassino em série da história do estado, Albino está preso e já foi condenado a 37 anos de reclusão pelo homicídio qualificado de Emerson Wagner da Silva. Ele ainda aguarda outros julgamentos porque o Ministério Público de Alagoas já ofereceu outras denúncias. 

## Biografia
Pouco se sabe sobre a vida pessoal de Albino Santos de Lima antes de seus crimes. Trabalhou como agente penitenciário e residia na parte baixa de Maceió, nos bairros Vergel do Lago, Ponta Grossa e Levada, locais próximos aos cenários de seus crimes.

## Crimes
As investigações apontam que Albino iniciou sua série de assassinatos em 2019, com crimes ocorrendo até 2024, quando foi preso. Ele utilizava uma pistola calibre .380, pertencente a seu pai, um policial militar aposentado, para executar suas vítimas, geralmente com tiros na cabeça.

### Vítimas
Algumas vítimas conhecidas são: 
- Genilda Maria da Conceição (primeira pessoa a ser morta, em fevereiro de 2019)
- Mikaele Leite da Silva, 21 anos (morta em 19 de outubro de 2023)
- Louise Gybson Vieira de Melo, 18 anos (uma mulher trans; m. em 11 de dezembro de 2023)
- Beatriz Henrique da Silva, 25 anos (m. em 15 de dezembro de 2023)
- Débora Vitória Silva dos Santos, 21 anos (m. en 18 de dezembro de 2023)
- John Lennon Santos Ferreira, 20 anos (m. em 18 de dezembro de 2023)
- Joseildo Siqueira, 24 anos (m. em 8 de janeiro de 2024)
- Tamara Vanessa da Silva Santos, 21 anos (m. em 8 de junho de 2024)
- Emerson Wagner da Silva, 17 anos (m. em 1 de junho de 2024)
- Ana Clara Santos Lima, 13 anos (m. em 3 de agosto de 2024)

- Anna Beatriz Santos Tavares, 13 anos (m. em 26 de agosto de 2024)

"Era por volta das 21h45 , do dia 11 de dezembro de 2023, quando Louise retornava, a pé, da escola para casa. Desconfiada de que estava sendo perseguida por um carro, pedira ajuda a uma amiga que a acompanhou até em casa. Em determinado momento, ambas perceberam que o veículo não estava mais na rua e deduziram que havia ido embora, no entanto Louise foi surpreendida Albino que deflagrou vários tiros contra a sua cabeça sem a menor chance para se defender. As amigas da vítima relataram que avistaram o assassino, era um homem vestindo preto e de estatura mediana", explicou o Ministério Público do Alagoas em seu portal. "Vítima era monitorada há meses por Albino", reportou o UOL. 
As outras sete vítimas fatais são Alysson Santos Silva, Marcelo Lopes dos Santos, José Cícero Bernardo da Silva, Maria Vânia da Silva Nunes, João Santos Mateus, Antônio de Oliveira Melo Neto e Maria Claudiana da Silva. 

## Perfil das vítimas
As vítimas eram predominantemente adolescentes e mulheres jovens, de cor parda, de cabelos escuros e cacheados, com idades entre 13 e 25 anos. Albino as selecionava por meio de redes sociais, como o Instagram, mas não mantinha contato direto com elas. Em alguns casos, homens foram assassinados por estarem relacionados a mulheres que se encaixavam no perfil desejado - o caso de Emerson Wagner da Silva e um amigo que foram alvejados quando perseguiram o assassino após este invadir a casa da namorada de Emerson, que faleceu, enquanto o amigo consegui fugir.

## Modus operandi
Após stalkear as vítimas, Albino agia principlamente à noite, usando roupas escuras e um boné para ocultar o rosto.
Durante as investigações, a Polícia Civil encontrou no celular de Albino fotografias das vítimas e selfies tiradas em frente às lápides de algumas delas, bem como nomes de vítimas e a data de suas mortes. As fotos das lápides são uma espécie de troféu, o que é, muitas vezes, uma das marcas dos assassinos em série. 

## Investigações
Foi a morte de uma jovem de 13 anos, Anna Beatriz, em setembro de 2024, que fez a Polícia Civil perceber que cerca de 10 mortes já registradas tinham um padrão semelhante, inclusive que haviam sido cometidas numa mesma região. Câmeras de segurança ajudaram a identificar Albino e as investigações posteriores apontaram que as mortes haviam ocorrido num raio de cerca de 800 metros ao redor da casa do assassino. Com um mandado de prisão expedido pela Justiça, durante a operação os policiais encontraram a arma usada e imagens no celular de Albino. Exames balísticos confirmaram que os projéteis encontrados nos corpos das vítimas provinham da mesma arma utilizada pelo acusado.

## Prisão e condenação
Albino foi preso em 17 de setembro de 2024. "Ele é um predador, um assassino em série, extremamente frio e calculista”, disse o delegado Gilson Rego à epoca.
Em abril de 2025 o criminoso foi condenado a 37 anos, 1 mês e 15 dias de reclusão por homicídio duplamente qualificado pela morte de Emerson Wagner da Silva, que o questionou do porquê dele ter tentado atacar sua namorada, e tentativa de homicídio de um amigo da vítima. Durante o julgamento, testemunhas relataram seu comportamento agressivo e sua obsessão por mulheres jovens com características específicas.
Ele ainda aguarda outros julgamentos porque o Ministério Público de Alagoas já ofereceu outras denúncias, inclusive pela morte de Louise Gybson Vieira de Melo.